# Гама (компания)
Группа компаний «ГАМА» - росскийская компания, оператор речных круизов с собственным флотом из 10 речных судов[когда?].

## География маршрутов
На своих теплоходах компания "ГАМА" обслуживает маршруты в Астрахань, Москву по Волге и Оке, Санкт-Петербург, Соловецкие о-ва, о. Кижи, о. Валаам, Тверь, Ярославль, Углич, Мышкин, Рязань, Пермь, Елабугу, Казань, Макарьево, Уфу, Городец.

## История развития компании
Формирование компании «ГАМА», как круизного оператора, началось в 1994 году  с фрахта трехпалубного теплохода «Рылеев». Кроме «Рылеева», «Гама» заключила договор аренды с  Волжским речным пароходством на теплоходы «Михаил Фрунзе» и «Михаил Калинин». Также частично фрахтовались у других судовладельцев трехпалубные теплоходы «Кабаргин» и «Инженер Пташников».
В 2002 году компания приобретает в собственность двухпалубный теплоход «Алдан», а в сентябре 2004 года - двухпалубный теплоход «Александр Свешников». Их маршруты проходят, по городам: Москва, Астрахань, Санкт-Петербург, Самара, Макарьево, Елабуга, Пермь, Рязань, Углич, Нижнекамск, маршрут «Московская кругосветка».
В 2005 году компания приобрела три пассажирских трехпалубных теплохода - «Афанасий Никитин», «Иван Кулибин» и «Октябрьская революция». И возобновляет работу ранее ликвидированной (после навигации 2004 года) пассажирской транспортной линии Москва-Астрахань-Москва.
С 2007 года компания работает с трехпалубным теплоходом «А.С. Попов», совершающего круизы из Нижнего Новгорода в Санкт-Петербург и на о. Валаам. С 2016 года открыто новое круизное направление с заходом на Соловецкие о-ва и о. Кижи.
В 2011 году компания начинает вводить в строй двухпалубные круизные колесные суда проекта ПКС-40, построенные по ее заказу: 2011 год - теплоход «Сура», 2014 год - теплоход «Колёсовъ», 2015 год - теплоход «Доброходъ».
В 2016 году заложен и в 2023 году новый трехпалубный круизный колесный теплоход «Золотое кольцо» проекта ПКС-180.

## Флот компании
В собственности компании находятся 2 двухпалубных теплохода ( «Алдан» и «Александр Свешников»), 4 трехпалубных теплохода («Октябрьская революция», «Иван Кулибин», «А.С. Попов», «Афанасий Никитин»), а также построенные по собственным проектам 3 двухпалубных колесных теплохода («Сура», «Колёсовъ», «Доброходъ») и круизные лайнеры проекта ПКС-180 «Золотое кольцо» и «Аурум».
Теплоходы компании ГАМА ходят под российским флагом, порт приписки Нижний Новгород, Санкт-Петербург.

### Проект 305, тип Дунай
| Год постройки | Стр. номер | Фото | Название            | Капитан                       | Оператор - ООО ГАМА с |
| 1960          | 1546       |      | Алдан               | Меньшиков Дмитрий Геннадьевич | 2002 года             |
| 1961          | 1571       |      | Александр Свешников | Вичурин Леонид Владимирович   | 2004 года             |

### Проект 26-37, тип Октябрьская Революция
| Год постройки | Стр. номер | Фото | Название              | Капитан                       | Оператор - ООО ГАМА с |
| 1957          | 437        |      | Октябрьская революция | Калязин Дмитрий Александрович | 2005 года             |
| 1959          | 439        |      | Афанасий Никитин      | Гогин Андрей Алексанрович     | 2005 года             |
| 1960          | 443        |      | Иван Кулибин          | Вичурин Андрей Леонидович     | 2005 года             |

### Проект 588, тип Родина
| Год постройки | Стр. номер | Фото | Название   | Капитан                    | Оператор ООО ГАМА с |
| 1961          | 142        |      | А.С. Попов | Гогин Андрей Александрович | 2007 года           |

### Проект ПКС-40, тип Сура
| Год постройки | Стр. номер | Фото | Название  | Капитан                        | Оператор ООО ГАМА с |
| 2011          | 1          |      | Сура      | Червяков Владимир Васильевич   | 2011 года           |
| 2012          | 2          |      | Колёсовъ  | Ракитин Юрий Анатольевич       | 2012 года           |
| 2015          | 3          |      | Доброходъ | Вартанов Рафаэль Александрович | 2015 года           |

### Проект ПКС-180, тип Золотое кольцо
| Год постройки | Стр. номер | Фото | Название       | Капитан                    | Оператор ООО ГАМА с |  |
| 2023          | 1          |      | Золотое кольцо | Гогин Андрей Александрович | 2023 года           |  |